# Mauro Simonetti
Mauro Simonetti (Livorno, 14 luglio 1948) è un ciclista su strada italiano, medaglia di bronzo ai Giochi olimpici del 1968 nella cronometro a squadre e poi professionista dal 1970 al 1979.

## Carriera
Simonetti partecipò, ancora dilettante, con la selezione azzurra ai Giochi olimpici di Città del Messico 1968, dove vinse la medaglia di bronzo nella cronometro a squadre con Giovanni Bramucci, Vittorio Marcelli e Pierfranco Vianelli.
Passato professionista nel 1970 con la Ferretti di Alfredo Martini, si aggiudicò alla prima stagione il Gran Premio Città di Camaiore e l'anno successivo una tappa al Tour de France. Concluse l'esperienza nella squadra di Martini, diventata Sammontana, nel 1974 dopo cinque stagioni e la vittoria delle classiche italiane Coppa Agostoni (1972) e Coppa Sabatini (1973).
Corse anche sei edizioni del Giro d'Italia e due del Tour de France.

## Palmarès
- 1967 (dilettanti)

Coppa Mobilio Ponsacco
- 1969 (dilettanti)

Coppa Mobilio Ponsacco
Firenze-Viareggio
Gran Premio Industria del Cuoio e delle Pelli
- 1970 (Ferretti, una vittoria)

Gran Premio Città di Camaiore
- 1971 (Ferretti, una vittoria)

6ª tappa, 2ª semitappa Tour de France (Amiens > Le Touquet)
- 1972 (Ferretti, una vittoria)

Coppa Agostoni
- 1973 (Sammontana, una vittoria)

Coppa Sabatini
- 1977 (Fiorella, una vittoria)

2ª tappa, 2ª semitappa Giro di Sicilia (Enna > Agrigento)

### Altri successi
- 1971 (Ferretti)

Circuito di San Piero a Sieve
- 1974 (Sa,mmontana)

Circuito di San Michele - Agliana

## Piazzamenti

### Grandi Giri
- Giro d'Italia

1970: 21º
1972: 65º
1973: 89º
1974: 70º
1976: 72º
1977: 85º
- Tour de France

1971: 19º
1975: 54º

### Classiche monumento
- Milano-Sanremo

1970: 7º
1971: 27º
1973: 79º
1974: 131º
1975: 63º
1977: 27º
1978: 95º
- Giro delle Fiandre

1975: 45º

### Competizioni mondiali
- Campionati del mondo

Leicester 1970 - In linea: ritirato
Montreal 1975 - In linea: ritirato
Giochi olimpici
Città del Messico 1968 - Cronosquadre: 3º